# Allobaccha subflava
Allobaccha subflava är en tvåvingeart som beskrevs av Dirickx 2010. Allobaccha subflava ingår i släktet Allobaccha och familjen blomflugor.
Artens utbredningsområde är Madagaskar. Inga underarter finns listade i Catalogue of Life.